# Пушистый шпион
Пушистый шпион (англ. Marnie’s World (Spy Cat)) — анимационный комедийный мультфильм Германии, Бельгии и Индии, снятый братьями Кристофом и Вольфгангом Лауэнштайнами. Мультфильм был частично вдохновлен немецкой сказкой «Бременские музыканты».
Мировая премьера фильма состоялась на Международном фестивале анимационных фильмов в Анси 13 июня 2018 года, 14 марта 2019 года, он был показан в прокате в Германии, а премьера в России — 18 апреля 2019 года.

## Сюжет
Действие происходит в вымышленном городе под названием Драбвилль, где животные и люди бывают самых разных форм и размеров, и все они вместе с оранжевой полосатой кошкой по имени Марни избалованы своей хозяйкой, медсестрой Розалиндой Саншайн. Марни целыми днями ест выпечку и смотрит телевизор, потому что ей не разрешают выходить на улицу, но она мечтает однажды стать шпионкой.
Пол, брат Розалинды, приезжает в гости, притворяясь, что ему плохо. На самом деле Пол — грабитель, он грабил другие страны по всему миру. Он и ещё двое мужчин крадут картины и другие вещи из Драбвилля, чтобы продать их так, чтобы никто не узнал. Марни видит, что задумал Пол, и шпионит за ним. Когда она фотографирует его и отказывается отдать снимок, Пол обманом заставляет кошку уйти, отослав её вопреки желанию Розалинды. Когда коробка с Марни выпадает из грузовика доставки, кошка оказывается посреди дороги.
Там она встречает петуха по имени Эггберт, который пытается сбежать от кур, желающих приготовить из него куриный суп за безответственность, и ворчливую собаку по имени Элвис, с которой плохо обращались многие люди, в том числе фермер, выращивающий тыквы, который хочет убить его за трусость. Марни рассказывает Эггберту и Элвису о своих планах, и они сбегают на тракторе Элвиса. Оттуда они встречают осла по имени Антон, притворяющегося зеброй, чтобы он мог присоединиться к цирку. Четверо животных уезжают на фургоне, принадлежащем людям Пола, и остаются на ночь в старом заброшенном сарае, в то время как Розалинда потрясена, обнаружив, что Марни пропала, но её брат не говорит ей, что на самом деле произошло, пока полиция фотографирует четверку, думая, что они грабители.
На следующий день Марни находит украденные картины и решает, что они с друзьями должны отнести их в полицию в качестве улик. Но полицейские думают, что животные — грабители, и преследуют их, не подозревая о настоящих ворах, в то время как Розалинда горюет о своём коте. После того, как четвёрка сбегает и оказывается на сеновале, начинается дождь, и нарисованные полосы Антона смываются, что вынуждает осла признаться, кто он на самом деле. Марни обнаруживает художника, написавшего картины, и убеждает своих друзей вернуться в Драбвилль, чтобы они узнали о художнике. Антон отвлекает толстую женщину, притворяясь разносчиком пиццы, в то время как Марни и Эггберт используют компьютер, чтобы найти художника. Затем они убегают до того, как толстуха вернется, и Марни выясняет, куда вор нанесет следующий удар.
Четверо героев прибывают на ферму Эггберта, где узнают, что Пол — вор, когда Марни фотографирует его. Кот в шоке от этого, и, что ещё хуже, Пол требует отдать ему фотографию в обмен на Эггберта, которого он берёт в заложники. Когда Эггберта забирают, Элвис злится на Марни, говоря ей, что она никогда не станет шпионкой, и пёс уходит на свалку, а Антон, расстроенный, направляется в другую сторону, оставляя Марни одну, и её, к большому огорчению Розалинды, помещают в одиночную камеру в приюте для животных.
К счастью, Эггберт, Элвис и Антон возвращаются, чтобы спасти Марни, а затем все четверо возвращаются в Драбвилль, зная, что у них всё ещё есть шанс поймать Пола. Они отвлекают его, пока вызывают полицию с помощью телевизора, а затем запирают Пола в подвале Розалинды. Когда она узнаёт о краже, Пол сбегает с картинами на своей летающей инвалидной коляске, но Розалинда тоже отправляется с ним. Антон, Элвис, Марни и Эггберт летят за ними на самолёте, чтобы спасти Розалинду и остановить Пола, но внезапно они совершают аварийную посадку в цирке, где полиция арестовывает Пола. Розалинда извиняется перед Марни за то, что плохо с ней обращалась.
Украденные картины возвращены законным владельцам, а животные за свой героизм вознаграждены деньгами, но, осознав, что они отличная команда, они не хотят расходиться. Поэтому Эггберт, Элвис, Марни и Антон соглашаются продолжить работу вместе, чтобы привлекать к ответственности других преступников, куда бы они ни отправились, и выезжают на дорогу на специальном мотоцикле.

## Роли озвучивали
- Александра Нелдель — Кошка Марни
- Аксель Праль — Пес Элвис
- Сильвен Урбан — Петух Эггберт
- Эрик Борнер — Осел Антон
- Обада Аднан — Дядя Пол
- Эддисон Рэй — Розалинда